# Разъёмы NEMA

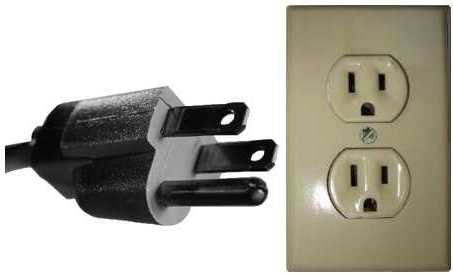
Вилка и розетка NEMA 5-15. Розетка принимает как заземлённые, так и незаземлённые поляризованные и неполяризованные вилки.

Разъёмы NEMA — штепсельные разъёмы, соответствующие стандартам, установленным американской Национальной ассоциацией производителей электрооборудования (англ. National Electrical Manufacturers Association, NEMA). Используется в США, Канаде и некоторых других странах. Электроустановочные изделия NEMA изготавливаются на номинальную силу тока от 15 до 60 ампер и напряжение от 125 до 600 вольт. Под каждое значение напряжения, силы тока и систему заземления были разработаны невзаимозаменяемые разъёмы. Форма и основные размеры разъёмов описаны в стандарте ANSI/NEMA WD-6.

## Номенклатура NEMA
Все виды разъёмов NEMA можно разделить на вставные и поворотные (с фиксатором) разъёмы. Наиболее распространены разъёмы типа 5-15 и 5-20. Они предназначены для подключения бытовых приборов и имеют прямые контакты. Для подключения промышленных приборов, когда случайное отключение прибора может быть опасно, используют разъёмы с фиксатором. Перед первой цифрой обозначения стандарта такого разъёма ставится буква «L», контакты такого разъёма загнуты.
Перед дефисом пишется вариант разводки разъёма. Он зависит от количества полюсов, контактов, фаз, напряжения, наличия заземления. После дефиса пишется ток, на который рассчитан разъём, и буква P для вилки или R для розетки.
К примеру, розетки 5-15R и L5-15R рассчитаны на напряжение 110 В, ток 15 А и имеют заземление, но второй имеет фиксатор, и они несовместимы друг с другом, так как у первого контакты прямые, а у второго — изогнутые. Аналогично разъём 5-30 рассчитан на ту же схему разводки, но номинальный ток у него 30 А.
Хотя в стандартах NEMA есть много разъёмов и без заземления, в настоящее время используются только три из них. Это двухполюсный 1-15, который широко распространён в зданиях, построенных до 1960-х годов, и трёхполюсные 10-30 и 10-50.
Наличие отверстий в полюсных наконечниках вилки не является обязательным, однако их размеры и расположение тоже описаны в стандарте.

## Разъёмы без фиксатора
Разъёмы NEMA, не имеющие фиксации, имеют полюсные наконечники плоской или изогнутой формы и круглый заземляющий штырь. Вилку можно извлечь из розетки, потянув за корпус вилки. Разъёмы разработаны так, чтобы нельзя было случайно вставить вилку в розетку, не подходящую по напряжению, току или схеме разводки.
Расположение розетки на стене не регламентируется, поэтому заземляющий контакт может быть направлен в любую сторону. Чаще всего он направлен вниз, в этом случае фаза в розетке - справа, а нейтраль — слева.

### NEMA 1

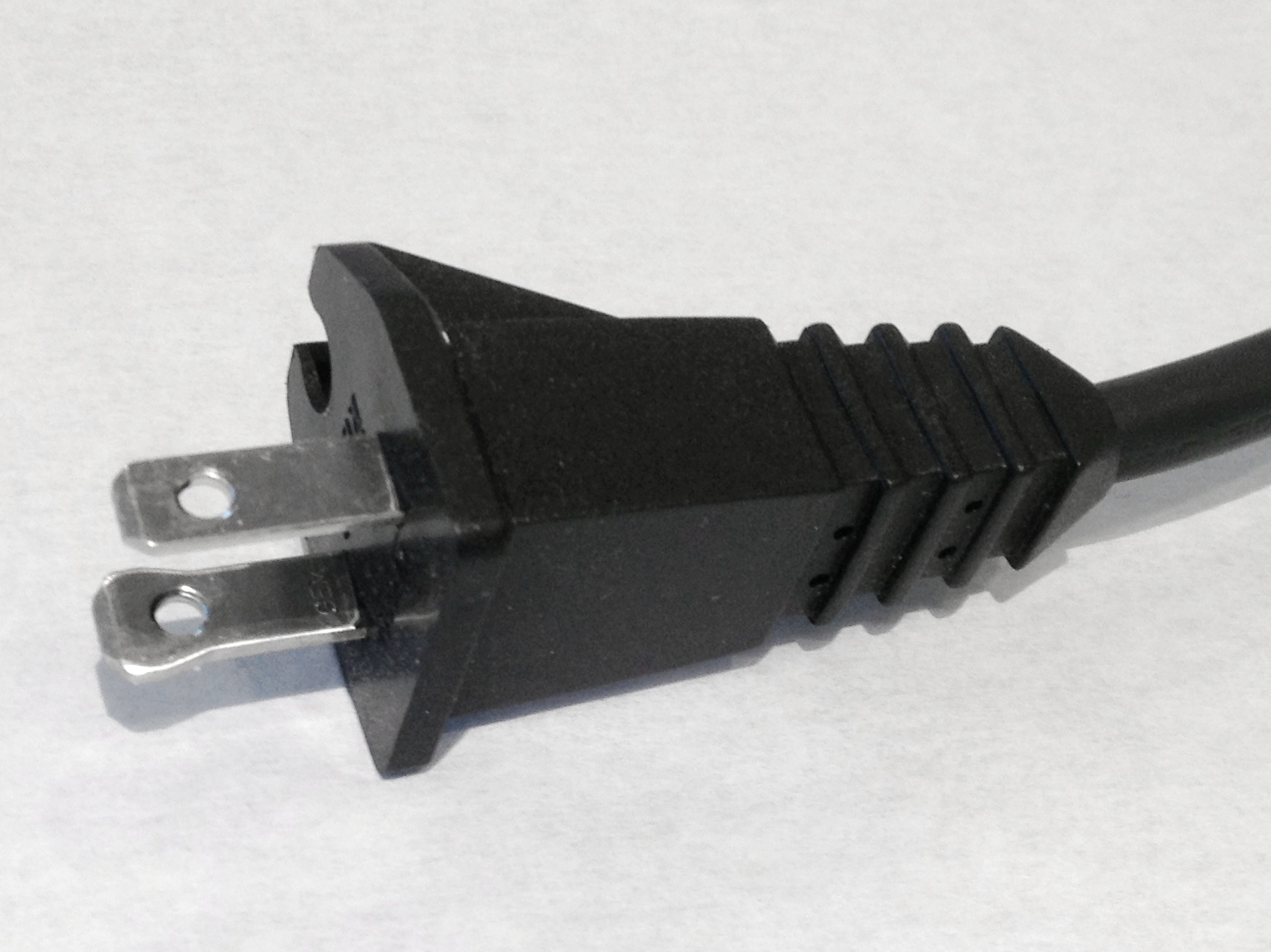
Обратите внимание на более широкий нейтральный контакт вилки

Разъёмы NEMA 1 — двухполюсные и без заземления, рассчитаны на напряжение 125 В. У вилки 1-15P два параллельных плоских контакта длиной 5/8−23/32 дюйма (15,875 — 18,256 мм), шириной ¼ дюйма (6,35 мм), толщиной 0,06 дюйма (1,524 мм), расстояние между ними — 1⁄2 дюйма (12,7 мм). Чаще всего такими вилками оснащают маломощные бытовые приборы с двойной изоляцией, такие как светильники, часы, радиоприёмники. Есть стандарты 1-15P, 1-20P и 1-30P — на вилки, и 1-15R — на розетки. Розеток на 20 и 30 А в стандарте не предусмотрено, и вилки включаются в соответствующие розетки стандарта NEMA 5. Вилки могут быть поляризованы: нейтральный контакт на 1/16 дюйма (1,588 мм) шире. Установка розеток NEMA 1-15R в новых зданиях в США и Канаде запрещена с 1962 года.

### NEMA 2 (устарел)
Разъёмы NEMA 2 — двухполюсные, незаземлённые, рассчитанные на 250 В. Хотя есть стандарты 2-15, 2-20 и 2-30, эта серия устарела, и такие разъёмы не производятся.

### NEMA 5

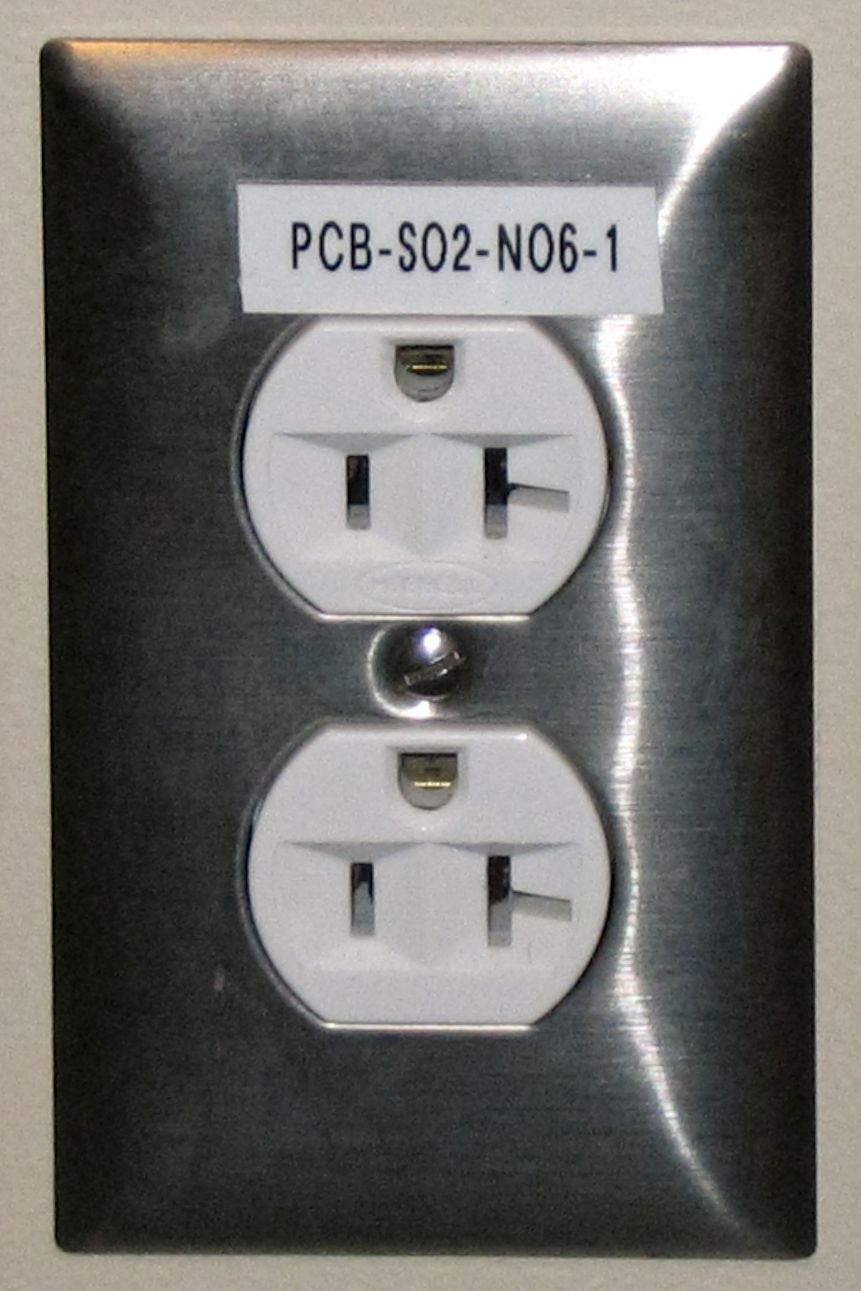
Розетка 5-20R, установленная заземляющим отверстием вверх. Нейтральным контактом является более широкая T-образная щель справа

Все разъёмы NEMA 5 — трёхконтактные, с заземлением, рассчитаны на напряжение до 125 В. Розетки 5-15R, 5-20R и 5-30R совместимы с вилками 1-15, 1-20 и 1-30, соответственно. В отличие от последних, у вилок NEMA 5 есть круглый или U-образный заземляющий штырь диаметром 3/16 дюйма (4,762 мм), на ⅛ дюйма (3,175 мм) длиннее, чем полюсные контакты и расположенный на ¼ дюйма (6,35 мм) ниже. В разъёмах на 20 А нейтральный контакт повёрнут относительно фазового на 90°, внутренняя сторона контакта расположена приблизительно там, где середина контакта у разъёмов на меньший ток. В розетке может быть предусмотрена Т-образная щель, в которую могут войти как 20-амперные, так и 15-амперные вилки. Вилки на 30 и 50 ампер несовместимы с розетками на 15 и 20 А.
Разъёмы типа 5-15R широко распространены в Северной Америке уже с середины XX века. Обычно устанавливаются сдвоенные розетки (при этом на контакты каждой розетки напряжение может подводиться как от общих зажимов, так и от отдельных, иногда с выключателями).
Разъёмы типа 5-15 (в том числе двухконтактные) работники театра и кино иногда называют «вилками Эдисона», чтобы отличать от вилок специального назначения. Среди фотографов более распространено название «Стингер».

### NEMA 6
Разъём NEMA 6 рассчитан на напряжение 208 В или 240 В, 15, 20 или 30 А, имеет заземляющий контакт. У разъёма на 15 А ножи расположены горизонтально, в одной плоскости. У разъёма на 20 ампер ножи расположены зеркально, по сравнению с подобными у вилки 5-20. Аналогично стандарту 5-20 есть розетка с Т-образной щелью. Вилка на 30 А схожа с вилкой на 15 А, но больше по размерам. Разъёмы на больший ток встречаются реже, и имеют иную конструкцию. Обычно такие разъёмы применяются для подключения мощных кондиционеров, профессионального кухонного оборудования и электросварки. Разъём на 50 А используют для питания силосоразгрузчиков.
В США при необходимости использовать приборы, рассчитанные на напряжение 220—250 В, используют линейное напряжение, которое составляет 208 В для трёхфазной сети или 240 В - для противофазной.

### NEMA 10
| Вилка NEMA 10-30 | Сдвоенная розетка NEMA 10-15 |
| Вилка NEMA 10-30 | Розетка NEMA 10-15           |

Разъём NEMA 10 применялся для подключения к противофазной или к двум фазам трёхфазной сети. Использовался в то время, когда не было ещё разработано стандартов на заземление.
В наиболее распространённых приборах с вилками на 30 и 50 ампер заземляемые части подключались к нейтральному контакту. Национальные стандарты не запрещали использовать подобную схему в сушилках для одежды до 1996 года. Однако, так как в сушилках, производимых в США, были части, работающие от напряжения 120 В, по этому проводнику протекал ток. Нынешние стандарты запрещают подобную практику и требуют, чтобы по заземляющему проводу не протекал ток. Поэтому этот разъём позже был заменён на NEMA 14.
Приборы с вилками типа 10-20 очень редко, но встречаются в США. Ими обычно оборудовали мощные кондиционеры. Существовал также стандарт на 15-амперный разъём, аналогичный используемому в Австралии и Новой Зеландии AS/NZS 3112. Этот разъём ещё 1915 года (см. патент США 1,179,728). Сегодня такой разъём — очень большая редкость.

### NEMA 14

Схемы разъёмов NEMA 14-30 и 14-50

Разъёмы NEMA 14 — это четырёхконтактные заземлённые разъёмы, рассчитанные на ток от 15 до 60 А. Из всех разъёмов NEMA 14 только 14-30 и 14-50 похожи. Разъёмы 14-30 используются для подключения сушильных машин, а 14-50 — для электроплит. Они рассчитаны на 250 В. Пришли на смену разъёмам NEMA 10.
На эти разъёмы подаются две фазы, ноль и заземление, таким образом на этом разъёме можно выделить две цепи на 120 В и одну на 240 (для противофазных сетей) или 208 (для трёхфазных). У 30-амперного разъёма нейтральный контакт Г-образный, а у 50-амперного — прямой и несовместимый с нейтральным контактом 30-амперного.
Разъёмы 14-50 нередко встречаются в кемпингах.

### NEMA TT-30

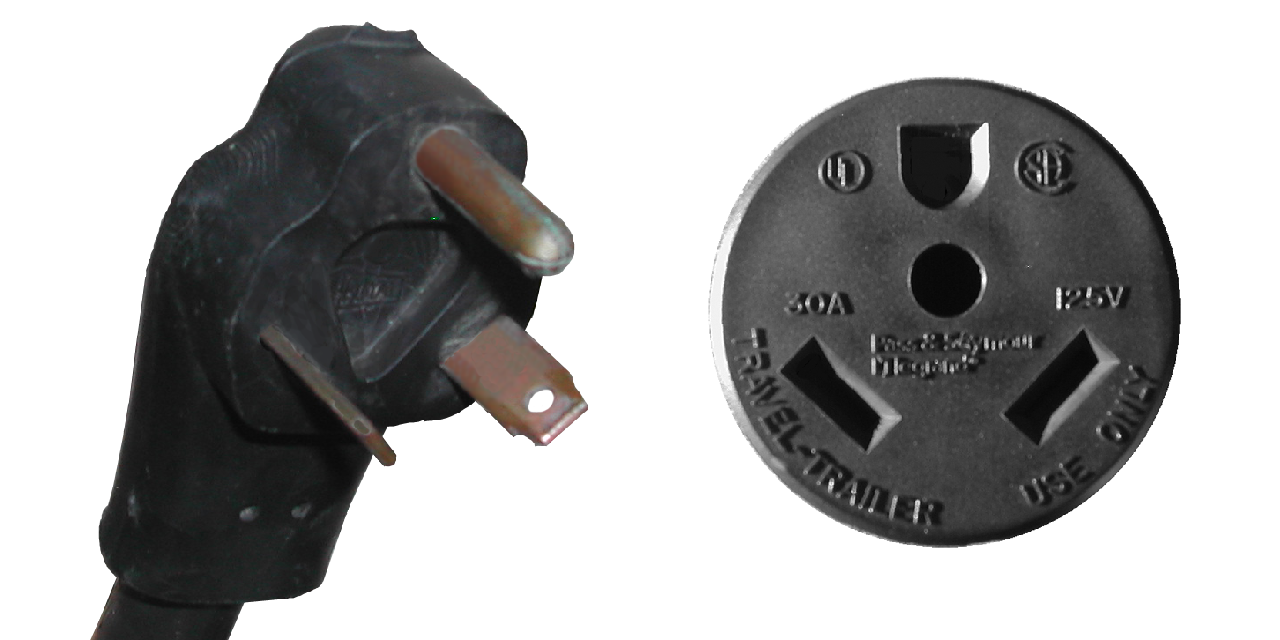
Розетка и вилка NEMA TT-30. Отверстие в центре розетки не задействовано

Разъёмы TT-30 рассчитаны на 125 В и 30 А. Они используются в кемперах (TT расшифровывается, как Travel Trailer). Их иногда путают с NEMA 10-30. Такие розетки есть почти во всех кемпингах на территории США и Канады, большинство кемперов, производимых после 70-х годов оснащается такими вилками. В разъёме, как и в NEMA 10-30, фаза и нейтраль расположены под углом 45° к вертикали (и 90° друг к другу). Разъём по размеру меньше, чем NEMA 10, но больше, чем 5-15. Однако заземляющий штырь по конструкции похож на контакт разъёмов NEMA 5. Разводка также аналогична разъёму NEMA 5. Некоторые ошибочно полагают, что этот разъём предназначен для напряжения 240 В. Существуют переходники для подключения вилок NEMA 5 в розетки TT-30.

## Разъёмы с поворотным замком
Разъёмы с поворотным замком изобретены Harvey Hubbell III в 1938 году и торговая марка «Twist-Lock» была зарегистрирована Hubbell Incorporated, однако она стала нарицательным для подобного рода изделий. У таких разъёмов ножи имеют Г-образную форму. После того, как вилка вставлена в розетку, нужно её повернуть для фиксации, и наоборот. Подобные разъёмы нашли широкое применение в промышленности благодаря своей надёжности.
В стандарте NEMA для обозначения подобных разъёмов перед номером обозначения ставят букву L от «locking» — фиксация. Есть разновидности на разные напряжения и токи, ниже перечислены только немногие из них. В списке не указаны миниатюрные и узкоспециализированные разъёмы.

### NEMA L5
рассчитан на напряжение 125 В. Это — трёхконтактные разъёмы с заземлением. Предназначены для разводки однофазной сети.

### NEMA L6
рассчитаны на напряжение 250 В. Разъём трёхконтактный, для линейного напряжения, с заземлением.
Разъёмы L6-20 и L6-30 нередко встречаются в распределителях питания серверных стоек в странах, где напряжение питания выше, чем 120 В, а также в США в случаях, когда выгодно использовать повышенное напряжение.

### NEMA L7
рассчитаны на переменный ток напряжением до 277 В. Разъём трёхконтактный — однофазный с заземлением. Используется чаще всего для питания металгалогенных ламп.

### NEMA L8
рассчитаны на напряжение до 480 В. Разъём трёхконтактный для подключения двух линейных проводов и заземления.

### NEMA L9
рассчитаны на напряжение 600 В. Разъём трёхконтактный, подключается заземление и два линейных провода.

### NEMA L14
четырёхконтактный заземлённый разъём для питания противофазным током (или током от двух фаз трёхфазной сети). Рассчитана на напряжение 125/250 В. Используется в переносных бензиновых электростанциях, а также в стойках аудиосистем.

### NEMA L15
трёхфазный четырёхконтактный заземлённый разъём, рассчитан на линейное напряжение до 250 В.

### NEMA L16
трёхфазный четырёхконтактный заземлённый разъём, рассчитанный на линейное напряжение до 480 В.

### NEMA L17
трёхфазный четырёхконтактный заземлённый разъём, рассчитанный на линейное напряжение до 600 В.

### NEMA L21
трёхфазный пятиконтактный разъём с заземлением и нейтралью, рассчитанный на линейное напряжение до 250 В. Заземляющий штырь расположен в центре.

### NEMA L22
пятиконтактный трёхфазный разъём с заземлением и нейтралью, рассчитанный на линейное напряжение до 480 В.

### NEMA L23
пятиконтактный трёхфазный разъём с заземлением и нейтралью, рассчитанный на линейное напряжение до 600 В.

## Приспособления для безопасной эксплуатации
Постепенно в США и Канаде начали внедряться стандарты, требующие применения специальных устройств и приспособлений, повышающих безопасность использования электричества. Они применимы к стандартным розеткам NEMA 5-15R и 5-20R. Розетки с защитными шторками GFCI уже представлены на рынке.

### Розетки с устройством защитного отключения
Подобные розетки можно отличить по наличию на них кнопок «Test» и «Reset» (а иногда по наличию индикатора). В США и Канаде планируется ввести обязательное наличие УЗО в ванных комнатах, розетках, установленных на улице и т. д.. Встроенное УЗО контролирует ток утечки и автоматически отключаются при обнаружении тока более 4-6 мА. Такая розетка более компактна, чем традиционное УЗО, и может быть установлена вместо обычной, кроме того, у неё есть зажимы, куда можно подключить обычные розетки, которые также будут защищены. Рекомендуется к установке в детских комнатах.

### Розетки с защитой от проникновения
В 2008 году в National Electrical Code, а в 2009-м — в Canadian Electrical Code было опубликовано требование к установке в жилых помещениях (новых или после ремонта) розеток с защитными шторками с целью предотвращения электротравм среди детей. Согласно статистике, опубликованной NFPA, это потребует в среднем по 40 $ на среднюю квартиру, имеющую 75 розеток, позволяя предотвратить случаи ударов током, когда ребёнок вставляет в розетку тонкий предмет. Шторки таких розеток должны открываться только тогда, когда на них нажимает двумя контактными пластинами стандартная вилка, а если в розетку вставляют один предмет — они открываться не должны.

### Вилки с защитой по току утечки (LCDI)
В связи с тем, что переносные кондиционеры нередко становились причиной пожаров, все подобные устройства, поступающие в продажу в США, требуется оснащать устройствами обнаружения тока утечки и автоматического отключения. Провода в шнуре должны иметь оплётку, служащую для обнаружения тока утечки, который может возникнуть, если провод повреждён. Детектор должен размещаться в вилках NEMA 5-15, 5-20, 6-15, 6-20 или 6-30 на каждом кондиционере. На вилке должны быть кнопки «test» и «reset».

## Цветовая маркировка
По цвету нельзя определить стандарт напряжения или тип силовой установки. Пока нет стандартов, регламентирующих расцветку электроустановочных изделий, и цветовая маркировка в каждом конкретном случае может быть различной.
- Коричневый, кремовый, белый, миндальный, серый и чёрный цвета обычно ничего не означают, так как их выбирают под расцветку комнаты;
- Синим цветом обычно обозначают наличие сетевого фильтра;
- Красным цветом обозначают розетки бесперебойного и резервного питания;
- Некоторые производители обозначают жёлтым цветом розетки с защитой от коррозии;
- Розетки с зелёной точкой иногда называют «hospital grade». Они проверяются на работоспособность в более жёстких условиях, чем устройства бытового и коммерческого назначения. В стандарте NEMA нет указаний по поводу использования зелёного цвета в электроустановочных изделиях;
- Оранжевый треугольник на розетке обычно означает розетку, заземлённую на отдельный заземляющий контур, не соединённый с общим контуром заземления. Такие розетки могут обозначаться иначе, но вопреки распространённому мнению, оранжевый цвет уже не всегда означает независимое заземление, хотя когда-то в США так и было[11].

## Разделение цепей
Сдвоенные розетки часто имеют перемычку, которую можно снять, чтобы разделить цепи отдельных розеток. Это позволяет, к примеру, установить на одну из них выключатель или подвести отдельные отводы к каждой розетке, если в них будут включаться приборы большой мощности. Заземляющий проводник может быть и общим.